# 미샤 (마스코트)

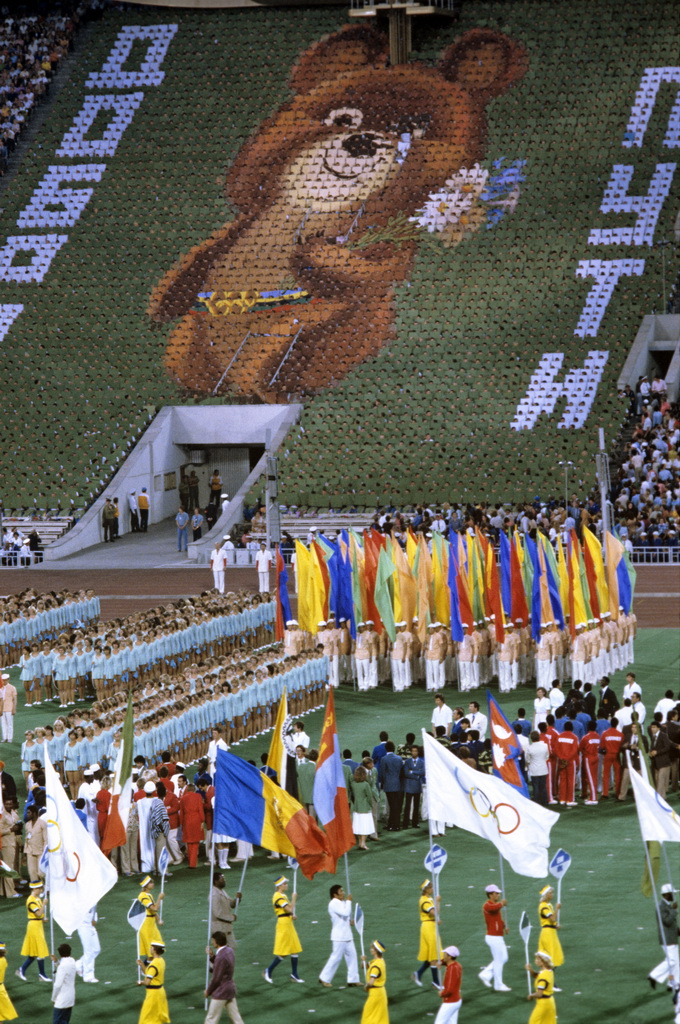
올림픽 카드섹션에 등장한 미샤

미샤(러시아어: Миша)는 1980년 하계 올림픽의 마스코트이다. 러시아의 전통적 상징인 곰을 모델로 동화삽화작가인 빅토르 치지코프가 디자인하였다.
상업적으로 크게 성공하고 큰 홍보 효과를 거둔 최초의 올림픽 마스코트로, 개막식과 폐막식에 사용되었으며, 애니메이션, 팬시상품으로도 제작되었다. 미샤라는 이름은 남성 이름으로 흔한 미하일의 애칭이다.

## 같이 보기
- 큰곰
- 테디 베어